# KCTS-TV
KCTS-TV es una estación de televisión miembro del Public Broadcasting Service (PBS) con licencia para Seattle, Washington, Estados Unidos y que también sirve a Tacoma. La estación es propiedad de Cascade Public Media. Los estudios de KCTS-TV están ubicados en la esquina noreste del Seattle Center junto a Space Needle, y su transmisor está ubicado en Capitol Hill en Seattle.
Originalmente la Universidad de Washington fue la propietaria y operadora de KCTS-TV. En 1987 pasó a tener una licencia comunitaria. La propiedad de la estación se fusionó con Crosscut.com para formar Cascade Public Media en 2016.